# Earthquake (Little Boots)
Earthquake è un brano musicale di genere elettropop cantato dall'inglese Little Boots e inserito nell'album di debutto Hands. La canzone, scritta da Greg Kurstin e Victoria Hesketh e prodotta dallo stesso Kurstin, è stata estratta come terzo singolo dall'album e per essa è stato pubblicato un video musicale. È stata pubblicata il 16 novembre 2009 dall'etichetta discografica Atlantic.
Quattro sono i remix ufficiali, realizzati da Sasha, Clap Mike Amour, Dekker and Johan e Treasure Fingers Epicwave.

## Classifiche
| Classifica (2009) | Posizione massima |
| ----------------- | ----------------- |
| Regno Unito       | 84                |